# Carta de Veneza
A Carta de Veneza, também conhecida como Carta Internacional para a Conservação e Restauro de Monumentos, é um dos documentos básicos da conservação patrimonial. Foi elaborada ao longo dos trabalhos do II Congresso Internacional de Arquitetos e de Técnicos de Monumentos Históricos, realizado em Veneza de 25 a 31 de maio de 1964, e adotada pelo ICOMOS, a UNESCO e outras instâncias oficiais de muitos países.
A carta foi o resultado de muitos anos de discussões entre agentes de conservação de vários países, estabelecendo diretrizes para a conservação e restauro de monumentos, sítios, edifícios, documentos, obras de arte e outros bens culturais, históricos, arqueológicos e artísticos. A carta é um documento sumário, apenas esboçando linhas muito gerais de ação, e foi complementada por uma extensa série de outras cartas e convenções internacionais, que detalharam e expandiram enormemente seu escopo, mas permanece como uma referência central neste campo como um núcleo de conceitos ainda válidos e como um dos marcos fundadores do conservacionismo moderno.
A carta reconheceu o patrimônio histórico como um tesouro universal, cuja importância não é limitada a um local ou região, sendo responsabilidade de todos preservá-lo, e reconheceu os monumentos e outros bens culturais como veículos da mensagem espiritual do passado e como testemunhos valiosos de tradições seculares, enfatizando que são mais do que simples documentos informativos e englobam uma variedade de aspectos afetivos, sociais, políticos, simbólicos, memorialistas e outros.
Seu conteúdo conceitual é uma evolução dos princípios da escola do Restauro Crítico italiano e daqueles expressos na Carta de Atenas, tem como fundamento uma abordagem científica da conservação, e tem como premissas o respeito pela história física do bem em questão e pelos seus materiais e elementos constituintes originais, visando a preservação máxima de sua autenticidade e sua legibilidade, vedando intervenções arbitrárias e criativas; a necessidade de estudos multidisciplinares no estabelecimento de abordagens de conservação e restauro; o princípio da intervenção mínima e harmoniosa em relação ao testemunho original; a obrigação da realização de uma documentação detalhada de todos os projetos e processos de conservação e restauro, e o reconhecimento da necessidade da integração do bem no cotidiano da sociedade, a fim de que suas funções físicas e sua utilidade cultural sejam preservadas. A carta também definiu que a obtenção da unidade estilística não é o objetivo do restauro, fazendo respeitar as diferentes modificações estéticas que o bem sofreu ao longo de sua existência, desde que essas modificações tenham adquirido importância e aceitação em determinado período dessa evolução.

## Críticas
A Carta de Veneza e suas interpretações têm atraído críticas, principalmente por quem considera que reflete os preconceitos modernistas dos seus autores. O professor de arquitetura Samir Younés escreve: "A repulsão da Carta pela restauração e a reconstrução - com o seu medo implícito da "falsa história" - reflete uma teoria modernista de determinismo histórico, e não a ideia de uma tradição arquitetônica viva. Os grandes avanços dos últimos 40 anos no design tradicional e na construção artesanal têm diminuído e ultrapassado muitas das premissas implícitas na Carta de Veneza. Como consequência, são muitos agora os que acreditam que a harmonia visual, o equilíbrio estético e o caráter essencial de um lugar são de muito maior importância que teorias modernistas abstratas."
Face à crescente apreensão com os danos causados nos centros históricos pela inadequada implementação da Carta de Veneza, em 2006 realizou-se uma outra conferência em Veneza, desta vez organizada pela INTBAU. O seu principal objectivo foi fornecer um suporte teórico que permitisse aos novos edifícios e ampliações relfletirem uma melhor harmonia com a história do local.